# Jannes Fittje
Jannes Fittje, né le 22 juillet 1999 à Waltershausen, est un pilote automobile allemand.

## Carrière

### Résultats en sport automobile
| Saison | Championnat                          | Écurie                          | Courses | Victoires | Pole positions | Meilleurs tours | Podiums | Points | Classement |
| ------ | ------------------------------------ | ------------------------------- | ------- | --------- | -------------- | --------------- | ------- | ------ | ---------- |
| 2015   | Championnat d'Allemagne de Formule 4 | Team Motopark                   | 24      | 0         | 0              | 0               | 0       | 22     | 18e        |
| 2016   | Championnat d'Allemagne de Formule 4 | US Racing                       | 24      | 0         | 0              | 1               | 3       | 133    | 7e         |
| 2017   | Euroformula Open                     | Fortec Motorsport RP Motorsport | 16      | 0         | 0              | 0               | 4       | 159    | 5e         |
| 2018   | GP3 Series                           | Jenzer Motorsport               | 10      | 0         | 0              | 0               | 0       | 0      | 20e        |
| 2018   | Euroformula Open                     | Drivex School                   | 6       | 0         | 0              | 0               | 0       | 22     | 12e        |
| 2019   | Porsche Carrera Cup Allemagne        | Team Project 1                  | 14      | 0         | 0              | 0               | 0       | 30     | 18e        |
| 2019   | Porsche Supercup                     | Team Project 1                  | 1       | 0         | 0              | 0               | 0       | N/A    | 25e        |
| 2020   | ADAC GT Masters                      | KÜS Team Bernhard               | 14      | 0         | 0              | 0               | 1       | 58     | 17e        |
| 2021   | ADAC GT Masters                      | KÜS Team Bernhard               | 14      | 0         | 0              | 0               | 0       | 37     | 21e        |

### Résultats en GP3 Series
| Saison | Ecurie            | 1       | 2       | 3       | 4       | 5       | 6       | 7       | 8       | 9          | 10         | 11         | 12         | 13         | 14         | 15         | 16         | 17         | 18          | Pos | Points |
| ------ | ----------------- | ------- | ------- | ------- | ------- | ------- | ------- | ------- | ------- | ---------- | ---------- | ---------- | ---------- | ---------- | ---------- | ---------- | ---------- | ---------- | ----------- | --- | ------ |
| 2018   | Jenzer Motorsport | CAT FEA | CAT SPR | LEC FEA | LEC SPR | RBR FEA | RBR SPR | SIL FEA | SIL SPR | HUN FEA 13 | HUN SPR 17 | SPA FEA 20 | SPA SPR 15 | MNZ FEA 16 | MNZ SPR 11 | SOC FEA 12 | SOC SPR 10 | YMC FEA 13 | YMC SPR Abd | 20e | 0      |